# Саулитис, Бруно
Бруно Саулитис (латыш. Bruno Saulītis; 20 декабря 1922, Рига, Латвия — 9 июля 1970, Юмправа, Огрский район, Латвийская ССР) — латышский советский писатель, поэт, сценарист, переводчик и литературовед.

## Биография
Сын рабочего. Окончил 1-ю рижскую гимназию. В годы Второй мировой войны был мобилизован в Латышский легион. Служил в хозяйственной части. В конце войны попал в советский плен. Находился в фильтрационном лагере близ Ленинграда.
С 1946 года работал в Латвийском театре кукол.
Похоронен в Риге на кладбище Райниса.

## Творчество
Печатался с 1941 года.
Воспевал красоту родной земли, её природу, мужество народа. Является автором сборников стихов «Дыхание Даугавы» (1959), «Книга времен года» (1967), «Вечная надежда» (1971), а также ряда поэм; повестей «Годы юности» (1956), «Сыновья профессора» (1957, рус. перевод 1959), «Сын стрелка» (1960, рус. пер. 1962), роман «Дорога под ясенями» (1969, рус. пер. 1972) и др. Автор нескольких детских книг.
Переводил произведения Гёте, Шекспира, Байрона, Пушкина, Б. Брехта, Э. Межелайтиса, Й. Марцинкявичюса.

### Избранные произведения
- «Pret rītu» (1943)
- «Cīruļu putenis» (1956)
- «Labā diena» (1960)
- «Bērzi» (1964)
- «Ir cīruļu un liesmu laiks» (1968)
- «Mūžīgā cerība» (1970)

## Фильмография
Автор сценариев:
- 1967 — Жаворонки прилетают первыми / Cīruļi atlaižas pirmie
- 1969 — Сказка о медяке (анимационный)
- 1970 — Рыцарь королевы / Karalienes bruņinieks
- 1984 — Фронт в отчем доме

## Награды
- Медаль «За трудовое отличие» (03.01.1956)